# モザンビーク国防軍
モザンビーク国防軍（モザンビークこくぼうぐん、ポルトガル語: Forças Armadas de Defesa de Moçambique）は、1992年に終結したモザンビーク内戦中の党派から1994年8月半ばに創設された。新たな軍事組織は国際連合モザンビーク活動が議長を務める委員会、the Comissão Conjunta para a Formação das Forças Armadas de Defesa e Segurança de Moçambique (CCFADM)によって創設された。
2008年3月20日、ロイターはゲブーザ大統領は軍の司令官と副司令官であったラゴス・リディーモ中将 (旧FAM出身) を罷免したと報告し、彼等に代わってパウリーノ・マカリンゲを防衛軍司令官に、オリンピオ・カンボーナを副司令官に任命した。
最初の三つの歩兵大隊はショクウェ、クアンバ、ケリマネに駐留している(Synge, 1997, p.105)。
また、ブラックアフリカ諸国（サハラ砂漠以南）の中でも元帥(上級大将と訳すという意見もある)の階級が現代まで存在していた数少ない軍隊でもある。

## 陸軍
兵員数は推定9000-10000名。2個特殊作戦大隊、7個歩兵大隊、2-3個砲兵大隊、1個補給大隊で構成される。装備の稼働率は、10%以下と推定されている。

### 主力戦車
- T-54 (60両以上)[1]

### 装甲偵察車
- BRDM-1/BRDM-2 （30両）[1]

### 歩兵戦闘車
- BMP-1 (40両)[1]

### 装甲兵員輸送車
- BTR-60 (160両)[1]
- BTR-152 (100両)[1]
- AT-105 サクソン （25両）[1]
- キャスパー (11両)[1]
- マローダー （12両）[1]
- タタ・モーターズ製MRAP （複数両）[1]

### 多目的装甲車
- ティーグル （9両以上）[1]

### 対戦車火器
- B-10 82mm無反動砲[1]
- B-12 107mm無反動砲[1]
- 9K11 マリュートカ 対戦車ミサイル[1]
- 9K111 ファゴット 対戦車ミサイル[1]
- D-48 85mm対戦車砲 （6門）[1]
- PT-56（D-44） 85mm対戦車砲 （12門）[1]

### 火砲
- M-1944 100mm野砲 （20門）[1]
- M101 105mm榴弾砲 （12門）[1]
- D-30 122mm榴弾砲 （12門）[1]
- M-46 130mmカノン砲 （6門）[1]
- D-1 152mm榴弾砲 （12門）[1]
- BM-21 自走多連装ロケット発射機 （12両）[1]
- M-43 82mm迫撃砲 （40門）[1]
- M-43 120mm迫撃砲 （12門）[1]

### 対空火器
- ZSU-57-2 自走対空砲 （20両）[1]
- M-55 20mm対空機関砲 （数量不明）[1]
- ZU-23-2 23mm対空機関砲 （120基）[1]
- M-1939 37mm対空機関砲 （90基。10基保管中）[1]
- S-60 57mm対空機関砲 （60基。30基保管中）[1]

### 小火器
- FN FAL
- PK (機関銃)
- ブローニング・ハイパワー
- AK-47とSa vz. 23

## 海軍
- PCI級沿岸警備艇

## 空軍

モザンビーク空軍のラウンデルはモザンビークの国旗を基にしている。

モザンビーク空軍（Força Aérea De Moçambique - FAM）はまず国軍の一部であり、1985年から1990年までは人民解放空軍として知られていた。
モザンビークの歴史により、空軍は歴史的にかつてのポルトガルの航空機を使用し、独立後の1985年に創設されてからはキューバとソビエト連邦の支援を受けた。それゆえに1990年に内戦が終結するまで政府の支援のためにソビエト製の航空機が流入した。内戦終結に続いて政策が西側的な経済政策に変更されたため、空軍へのキューバの支援は減少し、ベイラ、ナカラ、ナンプーラの三大主要基地で多くの航空機は破損状態となった。FAMは現在事実上の象徴的戦力であり、防衛費はモザンビークの国民総生産の1.5%にまで削減された。
兵員数は1,000人。

### 固定翼機
- MiG-21bisフィッシュベッド 戦闘機 ×6機[1]
- MiG-21UMモンゴル 練習戦闘機 ×2機[1]
- FTB-337G 監視機 ×2機[1]
- An-26カール 輸送機 ×1機[1]
- セスナ150B 輸送機 ×2機[1]
- セスナ172 輸送機 ×1機[1]
- PA-34セネカ 輸送機 ×1機[1]
- PA-32チェロキー 輸送機 ×4機（非稼働）[1]
- ホーカー840XP 人員輸送機 ×1機[1]
- L-39アルバトロス 練習機 ×2機[1]

### 回転翼機
- Mi-24VハインドE 攻撃ヘリ ×2機[1]
- SA341Bガゼル 汎用ヘリ ×2機以上[1]
- Mi-8ヒップ 輸送ヘリ ×2[1]